# Doğanyurt
Doğanyurt là một huyện thuộc tỉnh Kastamonu, Thổ Nhĩ Kỳ. Huyện có diện tích 254 km² và dân số thời điểm năm 2007 là 8940 người, mật độ 35 người/km².